# Bezirk Hinwil
Bezirk Hinwil är ett av de tolv distrikten i kantonen Zürich i Schweiz. 

## Indelning
Distriktet består av 11 kommuner:
- Bäretswil
- Bubikon
- Dürnten
- Fischenthal
- Gossau
- Grüningen
- Hinwil
- Rüti
- Seegräben
- Wald
- Wetzikon